# سینمای پاکستان
سینمای پاکستان (اردو: پاکستانی سنیما) به صنعت فیلم سازی در کشور پاکستان اشاره دارد. اکثر فیلم‌های تولید شده در این کشور به زبان ملی پاکستان، یعنی زبان اردو هستند. اما فیلم‌هایی هم به زبان رسمی پاکستان یعنی انگلیسی و همچنین زبان‌های محلی پنجابی، پشتو، بلوچی و سندی تولید می‌شوند. در گذشته شهر لاهور مرکز فیلمسازی کشور پاکستان بود و به همین علت به سینمای پاکستان لقب «لالیوود» داده بودند. پس از سال ۲۰۰۷ مرکز سینمای پاکستان از لاهور به کراچی تغییر کرد.